# Euoniticellus
Euoniticellus là một chi bọ cánh cứng thuộc họ Scarabaeidae.

## Hình ảnh

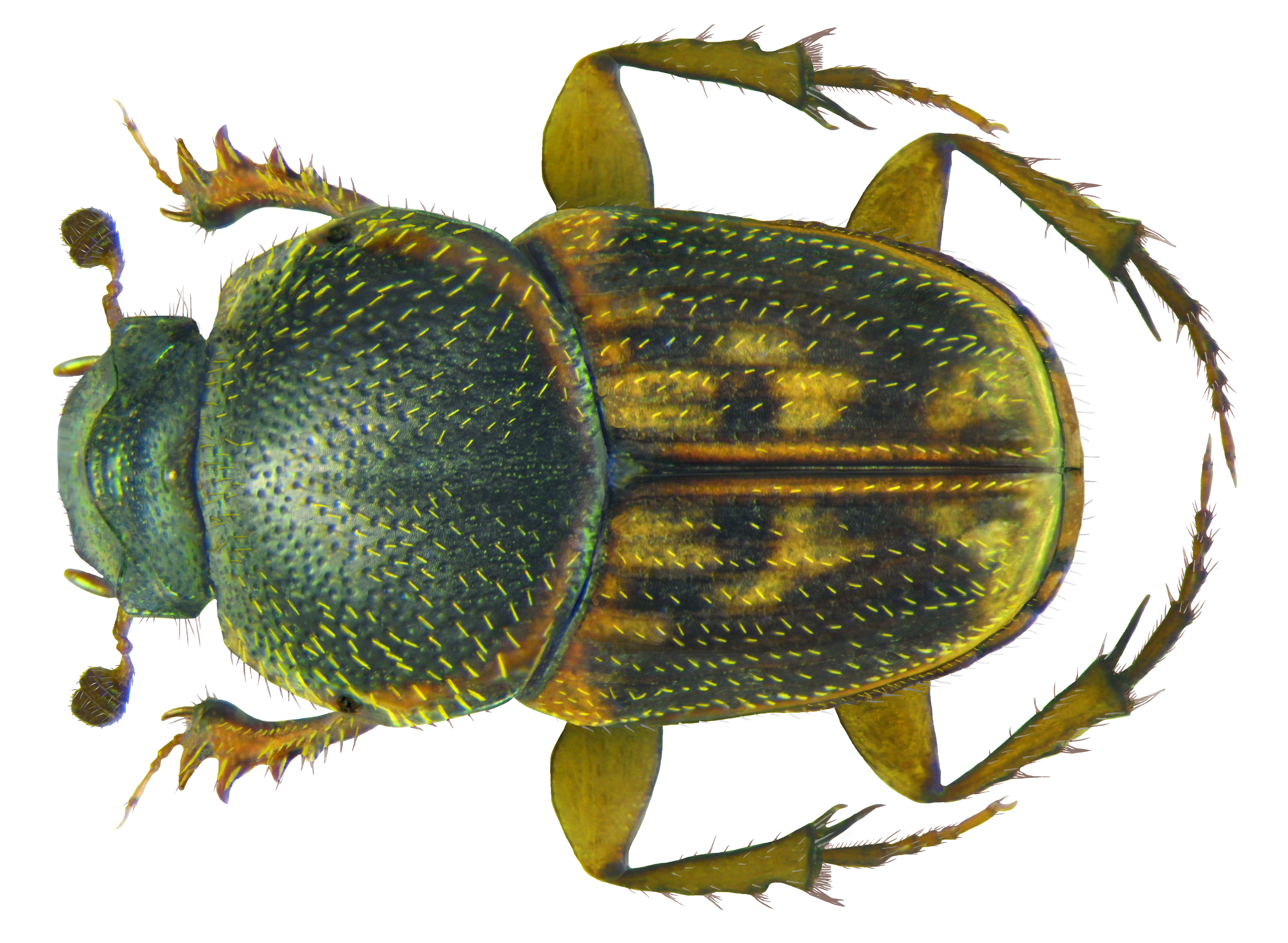